# Harry Potter en de School der Wijzen
Harry Potter en de School der Wijzen is een boek van de Noorse schrijvers en filosofen Jørgen Gaare en Øystein Sjaastad.
De filosofen beschrijven de vele links met filosofie die door de Britse schrijfster J.K. Rowling worden gelegd in de Harry Potter-boekenreeks. Zo worden er links gelegd tussen Socrates en het schoolhoofd Perkamentus en tussen de keuzevrijheid die de Sorteerhoed aan de leerlingen van de toverschool Zweinstein geeft en de ideeën van Sartre.